# Orvasca eva
Orvasca eva is een donsvlinder uit de familie van de spinneruilen (Erebidae). De wetenschappelijke naam van de soort is voor het eerst geldig gepubliceerd als  Euproctis eva in 1994 door Schintlmeister.

## Synoniemen
- Euproctis eva Schintlmeister, 1994